# دمع أيوب
دمع أيوب أو بدرانج أو أمدريان أو حب الكواكس أو عشب الدمع أو أدلاي أو هاتو موجي (باللاتينية: Coix lacryma-jobi) نوع نبات استوائي من الحشائش الطويلة من الفصيلة النجيلية تنمو في المناطق الحارة، أصله من شرق آسيا وماليزيا. أصله في جنوب شرق آسيا ويزرع في غيره من الأماكن بالحدائق كنبات حولي. وقد تم توطينه في جنوب الولايات المتحدة والمناطق الاستوائية بالعالم الجديد. ويزرع في بيئته الأصلية بالمناطق العليا حيث لا ينمو الأرز والذرة بشكل جيد. ويباع أيضًا نبات دمع أيوب بكثرة كشعير صيني مقشور في الأسواق الآسيوية، على الرغم من أن دمع أيوب لا يرتبط ارتباطًا وثيقًا بالشعير.

## ضروب
هناك نوعان أساسيان من دمع أيوب.
1. النوع البري دمع أيوب ضرب ضيق الثمار وضرب مونيليفر "monilifer" له ثمرة كاذبة بقشرة صلبة، وهي بيضاء وبيضاوية الشكل وصلبة للغاية وتستخدم كخرز لصنع المسابح والقلائد وغيرها من الأشياء.
2. النوع المزروع دمع أيوب ضرب ما-يوين يتم حصاده كمحصول حبوب وله قشرة لينة ويستخدم طبيًا في أجزاء من آسيا.[7]

## الاستخدامات
إلى جانب استخدام حبوب نبات دمع أيوب لأغراض الزينة، فإنها مفيدة كمصدر للمواد الغذائية (الحبوب) والطب الشعبي.
في جميع أنحاء شرق آسيا، تتوفر خرزات فيانتي في الشكل المجفف وتطهى كحبوب. وتكون الحبوب عادة كروية الشكل مشقوقة عند أحد الطرفين، ولونها أبيض مصقول، على الرغم من أنه يتوافر أيضًا في اليابان يوكي هاتوموجي، الذي هو غير مصقول وبني اللون.
في كوريا، يصنع من مسحوق نبات دمع أيوب شراب سميك يسمى يولمو تشا (율무차، حرفيًا "شاي دمع أيوب"). ويوجد مشروب مشابه يسمى يي رين جيانغ  (薏仁漿)، يظهر أيضًا في المطبخ الصيني، ويصنع من غلي نبات دمع أيوب المصقول بأكمله في الماء وتحلية السائل الناتج الخفيف العكر بالسكر. وغالبًا ما تصفى الحبوب من السائل، ولكن يمكن أيضًا استهلاكها بشكل منفصل أو مع المشروب.
في كل من كوريا والصين، يصنع الليكير المقطر أيضًا من الحبوب. ومن أحد الأمثلة على ذلك هو ليكير جنوب كوريا المسمى أوكرويو (옥로주، هانيا: 玉露酒)، المصنوع من الأرز ودمع أيوب. وفي اليابان، يصنع الخل العتيق من الحبوب.
في جنوب فيتنام، يوجد حساء حلو وبارد، يسمى سام بو لونغ، يحتوي على نبات دمع أيوب ضمن مكوناته. وهذا الطبق مستمد من حساء جنوب الصين، تونغ سوي، الذي يسمى كينغ بو ليانغ (清補涼؛ بالكَنْتُونية: ching1 bou2 leung4). في تايلاند، يستخدم عادة في الشاي وغيره من المشروبات، مثل حليب الصويا.
ويستخدم أيضًا مع أعشاب أخرى في الطب الصيني التقليدي.

## كتابات أخرى
- Flora of China, Vol. 22, pp. 648–649, Online
- James A. Duke: Handbook of Energy Crops, 1983.
- Pink, A. (2004). Gardening for the Million. مشروع غوتنبرغ. مؤرشف من الأصل في 2009-09-24.
- Taylor, G. (1953). "Some Crop Distributions by Tribes in Upland Southeast Asia; Southwestern Journal of Anthropology, Vol. 9, No. 3". Southwestern Journal of Anthropology. University of New Mexico. ج. 9 ع. 3: 296–308. JSTOR:3628701.

## وصلات خارجية
- Job's Tears نسخة محفوظة 1 ديسمبر 2006 على موقع واي باك مشين.
- Sorting Coix names